# イングリッド・バーグマン 〜愛に生きた女優〜
『イングリッド・バーグマン 〜愛に生きた女優〜』（Jag är Ingrid）は、スティーグ・ビョークマン監督によるイングリッド・バーグマンを扱った2015年のスウェーデンのドキュメンタリー映画である。第68回カンヌ国際映画祭のカンヌ・クラシックス部門で上映され、ルイユ・ドール特別表彰が授与された。

## キャスト
- ジェニーン・ベイシンガー（英語版）
- ピア・リンドストローム
- フィオレラ・マリアーニ（ドイツ語版）
- イングリッド・ロッセリーニ
- イザベラ・ロッセリーニ
- ロベルト・イングマール・ロッセリーニ
- リヴ・ウルマン
- シガニー・ウィーバー

## 公開
ワールドプレミアは2015年5月19日に第68回カンヌ国際映画祭で行われた。2015年7月12日、エルサレム映画祭で上映された。北米プレミアはニューヨーク映画祭で行われた。スウェーデンでは2015年8月28日に一般公開された。2015年8月27日にリアルト・ピクチャーズが配給権を獲得し、2015年11月13日にアメリカ合衆国で限定公開が始まった。

## 受賞
2015年のバンクーバー国際映画祭では観客投票により国際ドキュメンタリー賞を受賞した。